# Детская смесь

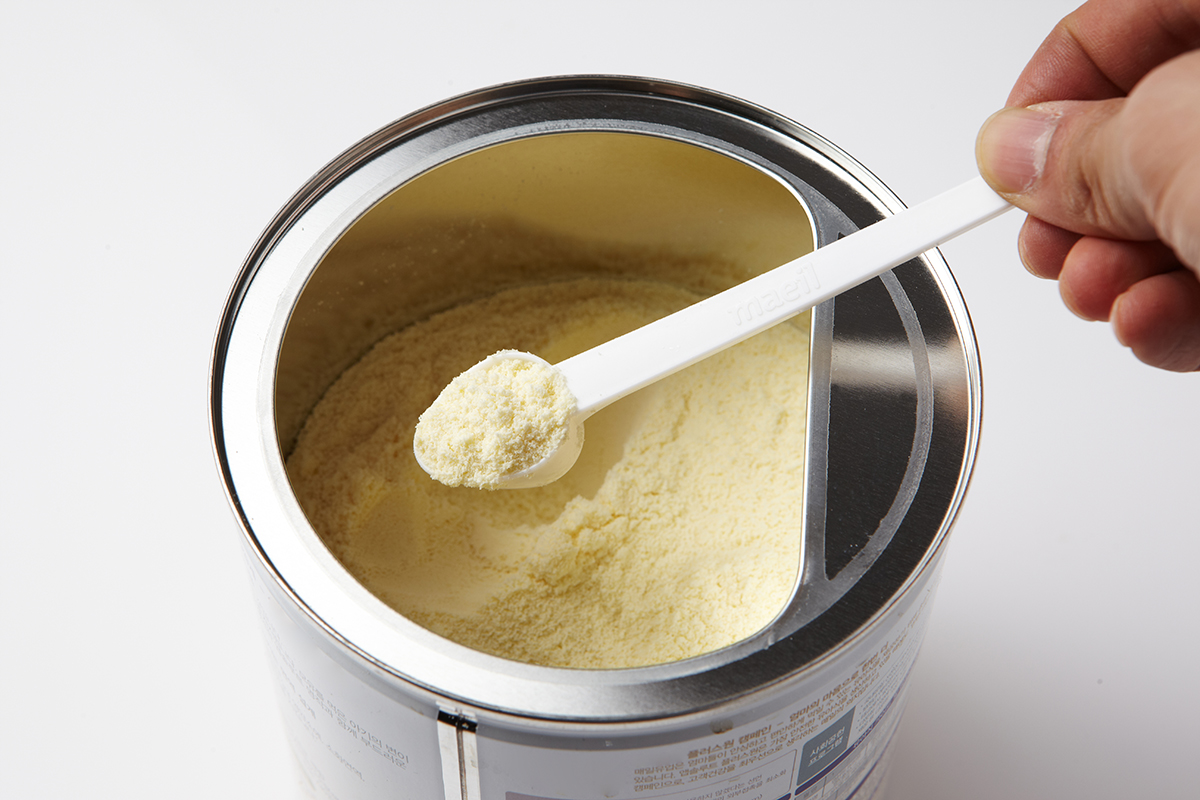
Детская смесь

Детская смесь — заменитель грудного молока, изготовляемый на промышленной основе с соблюдением соответствующих стандартов Codex Alimentarius для удовлетворения нормальных потребностей в питании младенцев в возрасте до 4-6 месяцев и адаптированный к их физиологическим особенностям. Детская смесь может быть также приготовлена в домашних условиях, и в этом случае её называют «смесью домашнего приготовления». Впервые смесь для искусственного питания была создана швейцарским фармацевтом Анри Нестле в 1867 году.
Детские смеси можно разделить на два больших вида: молочные и безмолочные.
Молочные детские смеси на основе коровьего или козьего молока считаются адаптированными, то есть их состав приближается к составу грудного молока по содержанию и соотношению основных пищевых веществ: белков, жиров и углеводов. Готовое детское питание для детей младенческого возраста на основе коровьего молока может перегружать ещё несозревшую пищеварительную систему ребёнка перевариванием животных белков, что может неблагоприятно сказаться на здоровье. Поэтому, если невозможно естественное вскармливание, педиатры рекомендуют использовать для детского питания адаптированную детскую смесь.
Безмолочные детские смеси разработаны специально для детей с непереносимостью казеина (белка коровьего молока). Безмолочные детские смеси содержат те же питательные вещества, что и обычные адаптированные смеси, за исключением молочной сыворотки. Она заменена альтернативным компонентом — соевым белком, который обладает высокой питательной ценностью, низкоаллергенен и легко усваивается незрелой пищеварительной системой ребёнка.
Кисломолочные детские смеси применяются в детском питании, как дополнение к обычной адаптированной смеси, для профилактики запоров, или как основной вид детской смеси, если у ребёнка наблюдаются постоянные проблемы, связанные с задержкой стула.
Детские лечебно-профилактические смеси применяются в детском питании для коррекции и лечения различных нарушений в развитии детей младенческого возраста.
Детские смеси (в особенности лечебно-профилактические) применяются только по назначению врача.
При мутации гена DGAT1 у детей нарушается расщепление жиров, и его проявления диарея и рвота ведут к потере веса с нарушением усвоения белка. Для компенсации дефекта врачи рекомендуют низкожировые диеты.

## Классификация молочных смесей

### Возраст ребёнка
- от 0 до 1 года (см. также искусственное вскармливание)
  - от 1 до 3, 3-5, 5-7, 7-9, 9-12 месяцев
- от 1 года до 3 лет

### Назначение
- Для здоровых детей
- Для недоношенных с малым весом
- Для больных детей

### Консистенция
- сухие порошкообразные продукты
- жидкие
- пастообразные

### Вид тары
- Картонная
- Стеклянная
- Пластиковая
- Жестяная

### Способ обработки
- Пастеризованные (жидкие и пастообразные продукты)
- Стерилизованные (жидкие продукты)
- Сублимированные (сухие порошкообразные продукты)

## Специализированные лечебные продукты (для больных и недоношенных детей)

### Тип пользования
- Для индивидуального пользования (вскармливания)
- Для питания организованных детских коллективов
- Обогащённые продукты

### Тип заболевания
- Наследственные энзимопатии (фенилкетонурия, лактозная недостаточность и др.)
- Приобретенные заболевания ЖКТ и системы кроветворения (диарея, аллергия к молочному белку и др.)

## Тип питания (вскармливания)
- Смешанное вскармливание
- Искусственное вскармливание
- Заменители женского грудного молока (продукты, изготовляемые на основе коровьего молока, белков сои, другого высококачественного сырья, максимально приближенные по составу и свойствам к женскому молоку и поэтому адаптированные к функциональным особенностям организма детей первого года жизни)
  - Адаптированные смеси, максимально приближенные к женскому молоку — максимально адаптированные по составу к материнскому молоку (0-6 мес.). Состоят на 70 % из сывороточных белков и на 30 % из казеина.
  - Частично адаптированные смеси — частично адаптированные, казеиновые смеси (6-12 мес.)